# Романтичний Рай
Романтичний рай (кор.: хангиль: 로맨틱 헤븐, НЛ: Romaentik Hebeun) — південнокорейська мелодрама 2011 року про долю, кохання, втрату та спокуту.
Хоча передумова сентиментальна, вона стосується різноманітних персонажів та їхніх стосунків як у житті, так і в потойбічному світі, вона відповідає попереднім роботам сценариста і режисера Чан Джіна, поєднуючи елементи кількох різних жанрів, зокрема романтику, комедію, драму, привидів і навіть поліцейський трилер в ексцентричний, грайливий і творчий фільм.

## Сюжет
Троє, здавалося б, не пов'язаних між собою людей перетинаються в лікарні.
Частина перша: «Мама». Частина зосереджується на персонажі Мімі, чия мати бореться з раком і потребує трансплантації кісткового мозку, якщо хоче вижити. Лікарі з великими труднощами виявляють потенційного донора, але потім чоловік тікає після звинувачення в убивстві. Сподіваючись знайти його, Мімі знайомиться з поліцейськими детективами, які займаються його справою.
Частина друга: «Дружина» розповідає про адвоката, на ім'я Мін-Гю, який нещодавно втратив свою дружину. Від горя його увагу відвертає те, що він не може знайти сумку, яку вона принесла з собою в лікарню і в якій був її особистий щоденник. Тим часом його відвідує колишній в'язень, який хоче звести з ним рахунки.
Частина третя: «Дівчина». Зосереджується на Джи Ук, водієві таксі, чий дідусь на межі смерті. Одного разу його бабуся розповідає йому, що її чоловік все своє життя не міг забути молоду жінку, яку він зустрів у молодості.
Частина четверта: «Романтичні небеса». Різні гілки сюжету об'єднані й остаточно розв'язані. За волею долі їхні колеги дивляться на своїх близьких з неба, маючи справу з власними докорами сумління та жалем.

## Актори
- Кім Су Ро — Сон Мін Гю
- Кім Дон Ук — Донг Джі Ука
- Кім Джи Вон — Чой Мімі
- Лі Сун Дже — старий чоловік (Бог)
- Шим Юн Кен — молода Кім Бун
- Ім Вон Хі — детектив Кім
- Кім Вон Хе — детектив Парк
- Лі Хан-Ві — Пітер, секретар
- Чон Янг Джа — бабуся
- Кім Дон Джу — матір Мімі
- Лі Мун Су — батько Ха Йона
- Кім Бьон Ок — людина з каналізаційного люка
- Кім Джун Бе — Чан Хео Су
- Лі Йонг І — стара Кім Бун
- Кім Дже Ган — старий
- Лі Чул Мін — Енг Шика
- Лі На-ра — Юн-джу
- Чон Гю Су — лікар Джі Ука
- Лі Чже Йонг — лікар Мімі
- Кім Ір Ун — Лі Кан Шика
- Со Джу Е — Пак Чжун Хі
- Лі Сан Хун — заступник директора таксомоторної компанії
- Кім До Йон — людина з небес
- Конг Хо-Сок — суддя
- Ю Сан — Йом Кьонджа (камео)
- Хан Чже Сок — сталкер (камео)
- Кім Му Йоль — Донг Чі Сон (камео)

## Нагороди
| Нагорода                                                                                    | Рік  | Категорія                            | Одержувач       | Результат |
| ------------------------------------------------------------------------------------------- | ---- | ------------------------------------ | --------------- | --------- |
| 30-й міжнародний кінофестиваль Фаджр Міжнародний кіноконкурс (Eastern Vista, азійське кіно) | 2012 | Крістал Сіморг за найкращий сценарій | Романтичний рай | Перемога  |